# Bohyně Matka

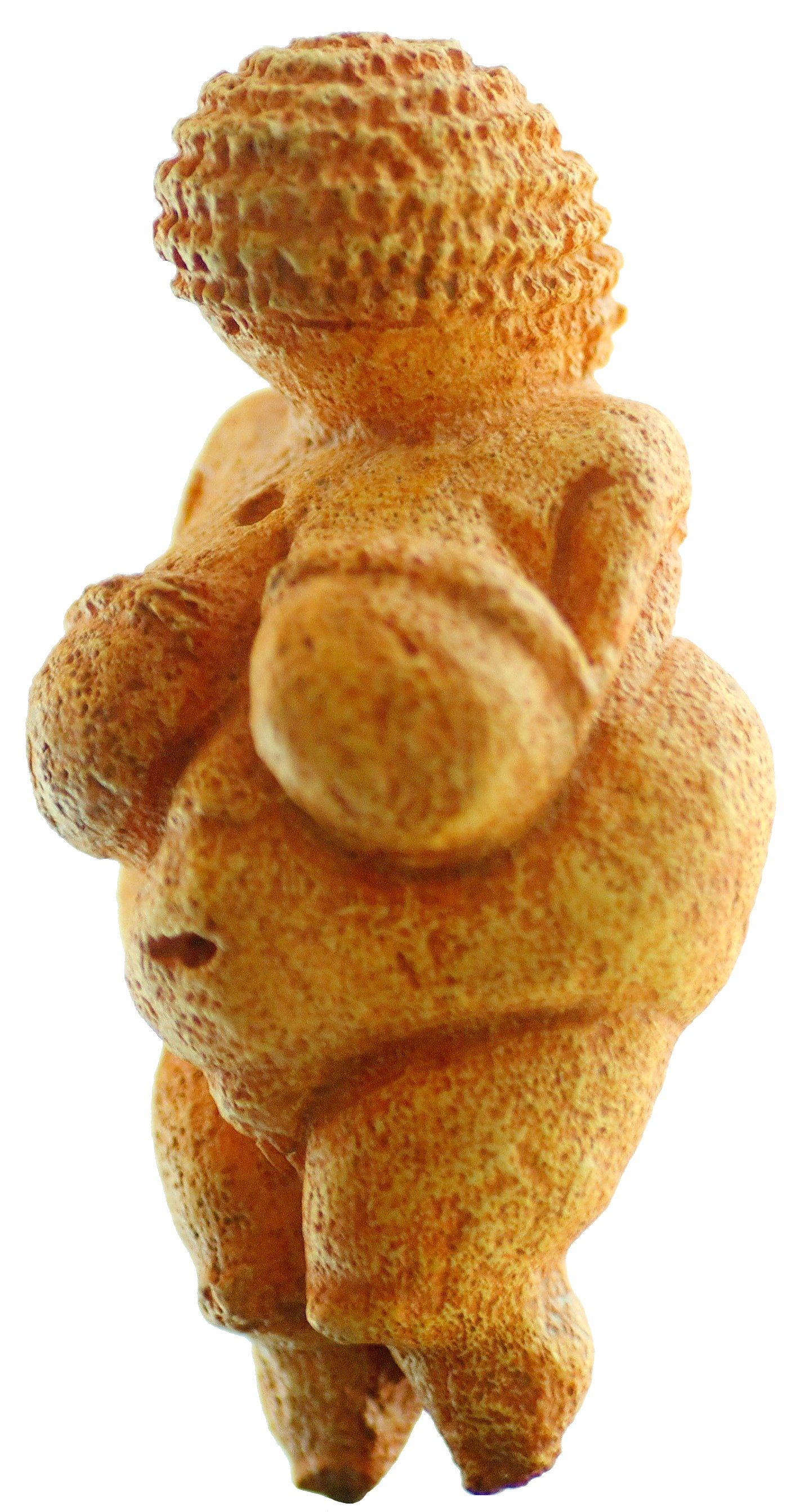
Willendorfská venuše z mladého paleolitu

Termínem bohyně Matka nebo Velká Matka se označuje bohyně, často spojená zejména s mateřstvím a plodností. Představuje ženskou sílu stvoření a dávání, udržování života. Takové bohyně lze nalézt v mnoha kulturách, od pravěku až po novověk. Příkladem může být např. řecká Gaia, védská Aditi a všechny její "nižší" ženské formy (Kálí, Durga, Bhairavi, Parvatí, Lakšmí a další) nebo wiccanská Bohyně.
Velká Matka je symbolem života a všech jeho proměnlivých forem. Na rozdíl od křesťanství, kde dle bible život dal Bůh Adamovi a z jeho žebra stvořil ženu, v kultech Velké Matky věří, že prvotní energií byla ženská síla Stvoření, čili bohyně Matka, která dala život prvnímu muži a společně stvořili krásu různorodého života.
Zajímavostí je, že tato teorie podporuje i západní formu vědeckých bádání, která ukazuje na možnost určitých samiček druhů zvířat v ohrožení reprodukce (z důvodu nedostatku mužské populace), tzv. samooplození a tudíž zrození nového života bez běžného spojení spermie a vajíčka. (*pozn. Studie probíhala na plazech a nyní probíhá i dalších druzích zvířecí říše)
Objevuje se v pravěkém umění, kde ji nalezneme s až příliš oblými boky a ňadry. Ty často znázorňují těhotenství, ale také tzv. Kosmické Vejce, ze kterého se zrodil první život a které je také v určitých kultech (obzvlášť Indie) uctíváno jako projev Velké Matky. 
Velké Bohyni Matce je zasvěcen původní tantrismus, který odkazuje na úctu k životu a stvoření, podporuje mravní zásady a život ve splynutí s přírodou. Jeho součástí byli i rituální sexuální spojení muže a ženy, ovšem ne jako hlavním směru tohoto kultu. Spojení tantry a sexuality dnes často nalezneme v oplzlé a zneužívané formě falešných guru, a to nejen na západě. 
Tato spojení měla hluboký smysl a udržovala nejen zdraví populace a učila o zdravé sexualitě muže a ženy, ale věřilo se, že posvátným spojením (maithuně) se uctívá celý Vesmír, mužská i ženská energie a samozřejmě Velká Bohyně a díky tomu je možné dosáhnout vysvobození z kola karmy a utrpení, dosáhnout vyššího vědomí a osvícení. S jinými náboženstvími a esoterickými směry se na západ ale dostala do podvědomí jen Kámásutrá, která byla často demonizována a s původním tantrismem nemá mnoho společného. 
Uctívání bohyně Matky v některých zemích přerostlo ve formu náboženství, nicméně v původních formách jde jen o hluboké pochopení síly přírody, úctě k ní a život ve splynutí s krásou života. 

## Archeologické nálezy
Doloženy jsou různé archeologické nálezy sošek, např. z jihu Francie pochází nález rytiny, kterému dnes říkáme Lausselská Venuše. V podhůří Pyrenejí na Lespugne ve Francii byla objevena 14 cm vysoká soška vyřezávaná z mamutí slonoviny. Její velká prsa a hýždě připomínají čtyři veliká vejce. Na stehnech pod hýžděmi je vyleptáno 10 řádků. Každý řádek by mohl symbolizovat jeden lunární měsíc lidského těhotenství. Další podobou bohyně Velké Matky nacházíme v Rakousku. Její stáří je datováno do období mezi roky 30 000 př. n. l. a 25 000 př. n. l. a je známá jako Willendorfská Venuše. Z našeho území je známá Věstonická Venuše.

## Období matriarchátu
Údajně prvotní formou sociální organizace v období prehistorie (7000–2500 př. n. l.) byla gynokracie (vláda žen), založená právě na kultu Bohyně Matky (Johann Jakob Bachofen: Das Mutterrecht, 1861). Bachofen pohlížel na tuto matriarchální společnost z pozitivistického hlediska jako na primitivní fázi vývoje, který zatím nepokročil za jakési animální stádium lidstva. Odvozování původu z mateřské linie bylo charakteristické v důsledku sexuální promiskuity, která znemožňovala přesnou identifikaci otce. Tuto společnost charakterizovalo také společné vlastnictví, přirozené právo a náboženství založeno na kultu Bohyně Matky. Nejdůležitějšími symboly byly země a voda, jelikož plodnost žen se ztotožňovala s úrodností země. Ústředním tématem bylo mystérium života a smrti, obnovy života člověka, zvířat i rostlin. Na keramice i předmětech denní potřeby z té doby můžeme nalézt často symboly rození (trojúhelníkové obrazce = porod, ženské pohlavní orgány; spirály a víry = voda). Také se často objevují sošky s přehnaně zdůrazněnými prsy představující Bohyni Matku jako pramen výživy.
Matriarchát (v evropském měřítku) zanikl mezi rokem 4000–2800 př. n. l. kvůli vpádu kmenů z východu. Ty s sebou přinesly kult založený na chování koní a výrobě zbraní. S odvozováním původu po otci vzniklo pozitivní právo, monogamie, soukromé vlastnictví a kultovní systémy založené na nebeské symbolice.

## Současné pojetí
Některé prameny naznačují, že původní kult Bohyně se v katolicismu transformoval do podoby uctívání Panny Marie. Kult Bohyně Matky je v současné době zdůrazňován v různých novopohanských směrech, které odkazují například na uctívání Velké Matky v kulturách původních obyvatel Ameriky a v jiných částí světa. Oslava ženství je součástí i některých směrů současného New Age.
Etnograficky a beletristicky je v ČR zmapován jeden z poslední reliktů pohanství v naší novodobé historii v podobě Žítkovských bohyní. Jednalo se o ženy, které se věnovaly lidovému léčitelství (zejména bylinkářství), magii a věštění. Svůj um si předávaly po ženské linii rodů žijících v Moravských Kopanicích.